# 新世紀福音戰士 (漫畫)
《新世紀EVANGELION福音戰士》（日语：新世紀エヴァンゲリオン），是貞本義行於1995年為配合其當時擔任人物設計的電視動畫《新世纪福音战士》而開始繪製的同名漫畫，通稱貞本EVA。雖是根據原作改編的漫畫，卻常因發表時間較早而被誤認為原作。

## 登場人物
碇真嗣
男主角，眼睛的顏色和TV版不太一樣，是呈現棕色而非TV版的藍色。在來到第三新東京市後，他開始試著對周圍的人敞開心胸；但於冬二事件、明日香和零接連的意外，最後更是親手殺死渚薰之後，他的心情也掉入了無底深淵中……
綾波零
其中一位女主角，在作品中出現的也是第二個零，雖然和TV版一樣沒有什麼表情，但與真嗣比較親近了些，也對真嗣產生了些情愫。於零號機自爆後出現的第三個零卻回到了像是真嗣剛認識不久時候的她，讓真嗣感到十分震驚……
惣流·明日香·蘭格雷
第四集登場的另一位女主角，擁有雙重人格，於第九集中受到第十使徒Arael的精神攻擊後精神崩潰。
葛城美里
真嗣的監護人，在漫畫中有更多衣衫不整的殺必死畫面，也經常為此被真嗣吐槽好幾次。
赤木律子
NERV技術部主任，劇中的設定和TV版一樣，但有部分設定和TV版不太相同：漫畫版中的她不僅害怕自己擁有女人的人格，對於零的情感比TV版更是複雜，也曾經因為零的一句話而差點像她母親一樣勒死零。
碇源堂
冬月耕造
基爾·羅倫斯
加持良治
美里的前男朋友，小時候和自己的弟弟、朋友們一起在成為廢墟的日本中四處找東西吃，他卻不幸失手導致除他以外的成員通通被殺。為了找出第二次衝擊的肇事者，他選擇成為一名間諜尋找真相。
渚薰
於第七集最後登場，在SEELE間是以「Tabris」稱呼之。
漫畫版的設定與TV版稍有不同。TV版中，渚薰是作為最後的第17使徒登場。但在漫畫版中，雖然也是作為最後的第12使徒，然而漫畫版中他是在15年前的第二次衝擊時利用人類的基因和亞當的魂魄而誕生的最後使徒。
另外，在漫畫版中，他至死並沒有認為他是被利用的，與TV版不同。
鈴原冬二
相田劍介
洞木光
碇唯

## 與動畫版的不同處
設定上的不同
1. 動畫版的17名使徒修改為13名使徒，原第七使徒Israfel和原第十使徒Sahaquiel編號重複為第七使徒。
2. 美里的「第三適任者監視簿」在TV版中原本只是第四集劇本提到的設定，但在漫畫版中則是把這個設定追加回來。
3. 明日香在漫畫版中是其母自精子銀行中選購精子而後生育，她並沒有法定的父親。
4. 第二次衝擊的發生時間由2000年9月13日提前一個月，改為2000年8月15日。

人物性格上的不同
1. 真嗣變得比較有主見，對於一些事情也有自己的看法，不似TV版中的懦弱。在漫畫版中，他比較像是拒絕與他人接觸。
2. 零的性格仍和動畫版接近，且零和真嗣之間出現了一些若有似無的情愫。
3. 明日香相較於動畫而言，較像是雙重性格，對於加持、美里會露出人畜無害的模樣，但私底下對真嗣等人卻是不給好臉色。（但實際上這些人都看穿她的雙重性格）
4. 源堂對真嗣的感情從TV版和劇場版的漠不關心改成了對真嗣「嫉妒」（因為真嗣有母親所有的愛，但源堂所有的愛情卻被無情奪走了）

劇情上的修改
1. 部分的劇情有經過壓縮或刪除，TV版第十一集中NERV停電的事情被整併到Sahaquiel攻擊之後，而十一集中登場的使徒Matariel則被刪除。
2. 真嗣一直到TV版24集才看見莉莉絲，但他並不知道那巨人的真實身分；在漫畫版中，他為了尋找美里而不經意發覺莉莉絲，也因此受到了極大震撼，之後加持利用這點讓他在水族館中想起自己母親的EVA同步實驗，也因此，漫畫第八集中的「NERV、誕生」部分劇情被刪除。
3. TV版的三號機事件中冬二重傷生還，在漫畫版中冬二則是因此去世。
4. 漫畫版提及了加持過去的經歷。
5. 渚薰在TV版中並沒有駕駛貳號機正式出擊過，在漫畫版中第11使徒Alsamiel的作戰薰駕駛了貳號機和零一起出擊迎擊。
6. 在《Air》的段落中，拯救真嗣的不是美里而是源堂，而源堂也透過吞食亞當得到了以左手施放AT力場的能力；後源堂才讓美里將真嗣救走，獨自一人面對戰自研的攻擊。
7. 真嗣在貳號機電源耗盡之前啟動初號機趕赴戰場，貳號機未遭朗基努斯之槍貫穿頭部，也未遭量產機解體分食殆盡。
8. 結局不同，補完儀式之後，量產機被視為來源不明的遺跡，全人類遺忘第二次衝擊之事，真嗣在冬季的日本街頭和明日香擦肩而過，但彼此並不認識。

## 各集簡介
| |                  |  |  |  |  |  |
| 1 | 使徒、來襲（）   |  |  |  |  |  |
| 14歲的少年‧碇真嗣被自己的父親‧NERV總司令碇源堂叫到了第三新東京市，同時第三使徒‧Sachiel來襲，見到自己的父親後，父親要求自己做的第一件事，竟然是駕駛NERV製造的對使徒兵器「EVANGELION」與使徒對戰，雖然心裡百般不願意，但真嗣為了自己的面子還是硬著頭皮駕駛EVA初號機出擊...... 收錄話數 - STAGE.1 使徒、來襲（）（月刊少年ACE 1995年2月号） - STAGE.2 再會…（）（月刊少年ACE 1995年3月号） - STAGE.3 初號機、出擊（）（月刊少年ACE 1995年4月号） - STAGE.4 沉默…（）（月刊少年ACE 1995年5月号） - STAGE.5 光的深淵中所見之物（）（月刊少年ACE 1995年6月号） - STAGE.6 我哭了（）（月刊少年ACE 1995年7月号） |                  |  |  |  |  |  |
| 2 | 短刀與少年（）   |  |  |  |  |  |
| 擊敗第三使徒後，見到真嗣與其父親的互動，美里決定帶真嗣住進自己的家裡，同時真嗣也試著對周圍的人敞開心胸，但在看到美里的「監視記錄簿」後，又龜縮回自己的內心世界中...... 收錄話數 - STAGE.7 閉鎖的心靈（）（月刊少年ACE 1995年8月号） - STAGE.8 真嗣不高興了（）（月刊少年ACE 1995年10月号） - STAGE.9 狂熱的災難（）（月刊少年ACE 1995年11月号） - STAGE.10 短刀與少年（）（月刊少年ACE 1995年12月号） - STAGE.11 徬徨的第三適任者（）（月刊少年ACE 1996年1月号） - STAGE.12 溫柔的輪廓（）（月刊少年ACE 1996年2月号） |                  |  |  |  |  |  |
| 3 | 白色傷痕（）     |  |  |  |  |  |
| 在美里的動之以情下，真嗣終於被說服，並回到了NERV，同一時間，NERV正緊鑼密鼓進行零號機的再啟動試驗，就在這個時候，第五使徒‧Ramiel朝第三新東京市發動攻擊...... 收錄話數 - STAGE.13 白色傷痕（）（月刊少年ACE 1996年3月号） - STAGE.14 歪斜的房間（）（月刊少年ACE 1996年5月号） - STAGE.15 紅色眼眸相信的是…（）（月刊少年ACE 1996年6月号） - STAGE.16 被丟棄的記憶（）（月刊少年ACE 1996年7月号） - STAGE.17 決戰前夜（）（月刊少年ACE 1996年8月号） - STAGE.18 血戰！（）（月刊少年ACE 1996年9月号） - STAGE.19 黑暗中之月（）（月刊少年ACE 1996年10月号） |                  |  |  |  |  |  |
| 4 | 明日香、來日（） |  |  |  |  |  |
| 第二適任者‧明日香終於要前往日本，真嗣在美里的簡介下看到了明日香的戰鬥過程，對明日香充滿了憧憬，想不到他竟然在街上偶然碰到明日香，夢想瞬間幻滅...... 收錄話數 - STAGE.20 明日香、來日（）（月刊少年ACE 1997年1月号） - STAGE.21 受召喚而來的人（）（月刊少年ACE 1997年3月号） - STAGE.22 明日香攻擊（）（月刊少年ACE 1997年5月号） - STAGE.23 TRY AGAIN（）（月刊少年ACE 1997年6月号） - STAGE.24 不協和音（）（月刊少年ACE 1997年7月号） - STAGE.25 Shall we dance?（）（月刊少年ACE 1997年8月号） - STAGE.26 瞬間、心靈合一（）（月刊少年ACE 1997年9月号） |                  |  |  |  |  |  |
| 5 | 墓碑（）         |  |  |  |  |  |
| 為了調查NERV背後的馬爾杜克機關，加持前往京都進行調查；同時為了慶祝美里升官和明日香搬進美里的家中，劍介自作主張為兩人開了慶祝派對，真嗣第一次了解到和朋友在一起玩樂是多麼快樂...... 收錄話數 - STAGE.27 PARTY（）（月刊少年ACE 1998年1月号） - STAGE.28 碰觸到傷痕的話（）（月刊少年ACE 1998年3月号） - STAGE.29 墓碑（）（月刊少年ACE 1998年5月号） - STAGE.30 承受重力攻擊！(Catch the G-shock!)（）（月刊少年ACE 1999年7月号） - STAGE.31 NERV、停電（）（月刊少年ACE 1999年8月号） - STAGE.32 真實的深淵（）（月刊少年ACE 1999年9月号） - STAGE.33 水族館（）（月刊少年ACE 1999年10月号） |                  |  |  |  |  |  |
| 6 | 第四適任者（）   |  |  |  |  |  |
| 知道父親將亞當藏在地底下以後，真嗣受到強烈的打擊，加持的一番話更讓他想起母親的EVA同步率試驗，就在此時，冬二得知自己被選為第四適任者，也即將成為EVA參號機的駕駛員...... 收錄話數 - STAGE.34 第四適任者（）（月刊少年ACE 1999年12月号、2000年2月号） - STAGE.35 光和影（）（月刊少年ACE 2000年3月号） - STAGE.36 吿白（）（月刊少年ACE 2000年4月号） - STAGE.37 禮物（）（月刊少年ACE 2000年7月号） - STAGE.38 迎擊（）（月刊少年ACE 2000年8月号） - STAGE.39 替代系統（）（月刊少年ACE 2000年9月号） - STAGE.40 用黑色暈染黃昏（）（月刊少年ACE 2000年11月号） |                  |  |  |  |  |  |
| 7 | 男人的戰鬥（）   |  |  |  |  |  |
| 因為等於是自己親手殺死了冬二，真嗣對NERV也產生了不信任感而選擇離開NERV。同時第九使徒‧Zeruel來襲，並輕鬆擊敗了明日香和零，在加持的勸說下，真嗣回到NERV並駕駛初號機作戰，然而，在戰鬥中，初號機的電力竟然用罄了...... 收錄話數 - STAGE.41 拳頭（）（月刊少年ACE 2001年1月号） - STAGE.42 灰色天空（）（月刊少年ACE 2001年2月号） - STAGE.43 詢問（）（月刊少年ACE 2001年5月号） - STAGE.44 贖罪（）（月刊少年ACE 2001年6月号） - STAGE.45 男人的戰鬥（）（月刊少年ACE 2001年7月号） - STAGE.46 覺醒·前篇（）（月刊少年ACE 2001年8月号） - STAGE.47 覺醒·後篇（）（月刊少年ACE 2001年10月号） - STAGE.48 消滅（）（月刊少年ACE 2001年11月号） |                  |  |  |  |  |  |
| 8 | MOTHER（）       |  |  |  |  |  |
| 在戰鬥的最後，初號機吞掉了Zeruel的S2機關，也將真嗣給吸收了，NERV於是進行打撈計畫，試圖將他搶救出來；在自己的精神世界中，真嗣似乎看到了自己已經消失的母親...... 收錄話數 - STAGE.49 …Kiss.（）（月刊少年ACE 2002年2月号） - STAGE.50 到我心裏…（）（月刊少年ACE 2002年3月号） - STAGE.51 MOTHER（）（月刊少年ACE 2002年4月号） - STAGE.52 回想（）（月刊少年ACE 2002年6月号） - STAGE.53 光之巨人（）（月刊少年ACE 2002年7月号） - STAGE.54 NERV誕生（）（月刊少年ACE 2002年9月号） - STAGE.55 留言（）（月刊少年ACE 2002年10月号） - STAGE.56 嫉妒（）（月刊少年ACE 2002年11月号） |                  |  |  |  |  |  |
| 9 | 第五適任者（）   |  |  |  |  |  |
| 連續敗給兩名使徒，明日香的自尊心大受影響，連帶的EVA貳號機的同步率也下降了，就在這時，第五適任者‧渚薰來到NERV，出現在明日香的面前...... 收錄話數 - STAGE.57 第五適任者（）（月刊少年ACE 2003年2月号） - STAGE.58 拒絕（）（月刊少年ACE 2003年4月号） - STAGE.59 尊嚴（）（月刊少年ACE 2003年6月号） - STAGE.60 洋娃娃（）（月刊少年ACE 2003年9月号） - STAGE.61 朗基努斯之槍（）（月刊少年ACE 2003年11月号） - STAGE.62 distance（）（月刊少年ACE 2003年12月号） - STAGE.63 應戰（）（月刊少年ACE 2004年2月号） |                  |  |  |  |  |  |
| 10 | 淚（）           |  |  |  |  |  |
| 遭到第十使徒‧Arael的精神攻擊，明日香終於精神崩潰，並由渚薰接任貳號機的駕駛員，此時，第11使徒‧Alsamiel展開攻擊，零號機被侵蝕，為了保護真嗣，零決定將機體自爆...... 收錄話數 - STAGE.64 淚（）（月刊少年ACE 2005年2月号） - STAGE.65 想與你合而為一（）（月刊少年ACE 2005年4月号） - STAGE.66 來不及說（）（月刊少年ACE 2005年6月号） - STAGE.67 輾轉徹夜（）（月刊少年ACE 2005年8月号） - STAGE.68 交錯（）（月刊少年ACE 2005年10月号） - STAGE.69 污穢的血（）（月刊少年ACE 2005年12月号） - STAGE.70 虛無群集（）（月刊少年ACE 2006年1月号） |                  |  |  |  |  |  |
| 11 | 掌中的記憶（）   |  |  |  |  |  |
| 在零的真相被公開後，真嗣的心情更是低落，同學們也接二連三的離開第三新東京市了，之後渚薰更是以第12使徒的身分，操縱貳號機企圖進入終極核心區。而在親手殺死渚薰後，真嗣更是掉入了無底深淵中......然而，SEELE對於碇源堂的忍耐也到了極限，並命令日本自衛隊對NERV總部進行攻擊。 收錄話數 - STAGE.71 亞當的末裔（）（月刊少年ACE 2006年6月号） - STAGE.72 使者，死者（）（月刊少年ACE 2006年8月号） - STAGE.73 終至極境（）（月刊少年ACE 2006年10月号） - STAGE.74 掌中的記憶（）（月刊少年ACE 2006年12月号） - STAGE.75 殘缺之心（）（月刊少年ACE 2007年1月号） - STAGE.76 最後的敵人（）（月刊少年ACE 2007年2月号、2007年3月号） |                  |  |  |  |  |  |
| 12 | 父與子（）       |  |  |  |  |  |
| 明日香終於感受到母親的心意並振作起來，然而面對她的卻是SEELE派出的量產機和不足5分鐘的活動時間。同時，美里和真嗣也遭遇襲擊，重傷的美里於電梯前留下了最後一吻……碇源堂和零前往最終教條，等待他們的則是…… 收錄話數 - STAGE.77 GENOCIDE（）（月刊少年ACE 2007年12月号） - STAGE.78 父與子（）（Young Ace Vol.1） - STAGE.79 承諾的時刻（）（Young Ace Vol.2） - STAGE.80 邂逅（）（Young Ace Vol.3、Vol.4） - STAGE.81 來自天空的敵人（）（Young Ace Vol.5） - STAGE.82 The last instruction（）（Young Ace Vol.6） - STAGE.83 呼應（）（Young Ace Vol.7） |                  |  |  |  |  |  |
| 13 | Calling（）      |  |  |  |  |  |
| 親手殺死了第五適任者，亦即最後的使徒「渚薰」的真嗣，精神上受到了相當嚴重的打擊。而原以為成功剿滅了所有使徒，人類的和平即將來臨時，沒想到SEELE竟入侵了NERV的超級電腦MAGI，同時派遣戰略自衛隊及量產型EVA系列，企圖攻占NERV總部。在真嗣退縮不已，EVA初號機行動又受限的狀況下，明日香只好獨自駕駛著EVA貳號機，與九架強悍的EVA系列對峙……!!面對這令人無法喘息的危機，明日香與真嗣等人的命運將會如何？ 收錄話數 - STAGE.84 Calling（）（Young Ace 2011年5月号、2011年6月号） - STAGE.85 背叛（）（Young Ace 2011年9月号） - STAGE.86 儀式的開始（）（Young Ace 2011年10月号） - STAGE.87 拒絕（）（Young Ace 2011年12月号） - STAGE.88 黑之月（）（Young Ace 2012年1月号） - STAGE.89 face to face（）（Young Ace 2012年2月号、2012年3月号。） - STAGE.90 夏日的追憶（）（Young Ace 2012年4月号） |                  |  |  |  |  |  |
| 14 | 啟程（）         |  |  |  |  |  |
| 時時掛念著母親的真嗣，卻怎麼也想不起母親當年說的一句話……與夜妖融合的零，以超乎想像的形態出現在眾人面前……碇氏夫婦的真正想法究竟為何？第三次衝擊的真相又是……？問世將近二十年的《EVA》漫畫版，在此隆重完結!! 收錄話數 - STAGE.91 魂歸於光（）（Young Ace 2012年10月号） - STAGE.92 Birthday（）（Young Ace 2012年11月号） - STAGE.93 生命之海（）（Young Ace 2013年1月号、2013年2月号） - STAGE.94 掌心（）（Young Ace 2013年3月号、2013年5月号） - STAGE.95 謝謝∞再會（）（Young Ace 2013年6月号） - LAST STAGE 啟程（）（Young Ace 2013年7月号） - EXTRA STAGE 夏日韶光（）（單行本加筆） |                  |  |  |  |  |  |

## 出版書籍
日文版於《月刊少年ACE》1995年2月号開始連載；2009年3月，移籍至《Young Ace》上繼續連載，至2013年7月号連載完結。單行本由角川書店發行，前12卷累計發行2300萬部。系列完結卷第14卷於2014年11月20日在全球11個國家與地區同步發售。
舊版
繁體中文版最初由台灣東販代理，發售前6卷後版權由台灣角川回收。台灣角川自第7冊起負責繁中版代理，並於之後推出新版前6卷，并且利用计算机作稿的方式修正原来东贩版的错误。但沿用台灣東販版譯文，前6卷譯者艾澀，第7至12卷、第14卷譯者章澤儀，第13卷譯者小凡。
| 冊數 | 台灣東販       | 台灣東販               |
| 冊數 | 發售日期       | ISBN                   |
| ---- | -------------- | ---------------------- |
| 1    | 1996年8月15日  | ISBN 978-957-643-349-5 |
| 2    | 1996年10月15日 | ISBN 978-957-643-361-4 |
| 3    | 1997年7月15日  | ISBN 978-957-643-504-8 |
| 4    | 1998年3月15日  | ISBN 978-957-643-675-3 |
| 5    | 2000年3月1日   | ISBN 978-957-643-993-0 |
| 6    | 2001年2月14日  | ISBN 978-957-473-124-3 |

### 单行本
簡體中文版由天聞角川代理，湖南美術出版社出版，沿用台灣角川版譯文，因出版審查的關係而對部分畫面和台詞進行修改。
有「*」的發售日為限定版。
| 冊數 | 角川書店                       | 角川書店                                                                                           | 台灣角川       | 台灣角川                                                | 湖南美術出版社 | 湖南美術出版社         |
| 冊數 | 發售日                         | ISBN                                                                                               | 發售日         | ISBN                                                    | 發售日         | ISBN                   |
| ---- | ------------------------------ | -------------------------------------------------------------------------------------------------- | -------------- | ------------------------------------------------------- | -------------- | ---------------------- |
| 1    | 1995年9月1日                   | ISBN 978-4-04-713115-6                                                                             | 2004年12月28日 | ISBN 978-986-742-770-0                                  | 2011年9月20日  | ISBN 978-7-5356-4721-4 |
| 2    | 1996年3月12日                  | ISBN 978-4-04-713132-3                                                                             | 2004年12月28日 | ISBN 978-986-742-771-7                                  | 2011年10月20日 | ISBN 978-7-5356-4783-2 |
| 3    | 1996年11月7日                  | ISBN 978-4-04-713165-1                                                                             | 2005年1月25日  | ISBN 978-986-742-790-8                                  | 2011年11月20日 | ISBN 978-7-5356-4853-2 |
| 4    | 1997年10月22日                 | ISBN 978-4-04-713197-2                                                                             | 2005年1月25日  | ISBN 978-986-742-791-5                                  | 2011年12月20日 | ISBN 978-7-5356-4919-5 |
| 5    | 1999年12月17日                 | ISBN 978-4-04-713311-2                                                                             | 2005年2月18日  | ISBN 978-986-742-792-2                                  | 2012年1月20日  | ISBN 978-7-5356-4916-4 |
| 6    | 2000年12月15日                 | ISBN 978-4-04-713380-8                                                                             | 2005年2月18日  | ISBN 978-986-742-793-9                                  | 2012年2月20日  | ISBN 978-7-5356-4953-9 |
| 7    | 2001年12月1日 *2001年12月14日  | ISBN 978-4-04-713469-0 ISBN 978-4-04-713462-1（限定版 Rei） ISBN 978-4-04-713463-8（限定版 Asuka） | 2001年12月25日 | ISBN 978-957-302-259-6 ISBN 978-986-799-300-7（限定版） | 2012年3月20日  | ISBN 978-7-5356-5110-5 |
| 8    | 2002年12月19日                 | ISBN 978-4-04-713529-1                                                                             | 2003年2月14日  | ISBN 978-986-799-375-5                                  | 2012年4月20日  | ISBN 978-7-5356-5177-8 |
| 9    | *2004年4月14日 2004年4月23日   | ISBN 978-4-04-900760-2（限定版） ISBN 978-4-04-713618-2                                            | 2004年7月21日  | ISBN 978-986-742-701-4 ISBN 978-986-766-489-1（限定版） | 2012年5月20日  | ISBN 978-7-5356-5176-1 |
| 10   | 2006年3月25日                  | ISBN 978-4-04-713800-1                                                                             | 2006年8月15日  | ISBN 978-986-174-132-1                                  | 2012年6月20日  | ISBN 978-7-5356-5327-7 |
| 11   | 2007年6月19日                  | ISBN 978-4-04-713934-3                                                                             | 2007年11月21日 | ISBN 978-986-174-527-5                                  | 2012年7月20日  | ISBN 978-7-5356-5370-3 |
| 12   | 2010年4月3日                   | ISBN 978-4-04-715420-9                                                                             | 2010年9月22日  | ISBN 978-986-237-845-8                                  | 2012年8月20日  | ISBN 978-7-5356-5444-1 |
| 13   | *2012年11月2日 2012年11月22日  | ISBN 978-4-04-120355-2（限定版） ISBN 978-4-04-120354-5                                            | 2012年11月2日  | ISBN 978-986-325-014-2                                  | 2012年11月2日  | ISBN 978-7-5356-5705-3 |
| 14   | *2014年11月20日 2014年11月26日 | ISBN 978-4-04-101931-3（限定版） ISBN 978-4-04-101932-0                                            | 2014年11月20日 | ISBN 978-986-366-254-9                                  | 2017年3月28日  | ISBN 978-7-5356-7550-7 |

### 爱藏版
| 冊數 | 角川書店      | 角川書店               | 湖南美術出版社 | 湖南美術出版社         |
| 冊數 | 發售日        | ISBN                   | 發售日         | ISBN                   |
| ---- | ------------- | ---------------------- | -------------- | ---------------------- |
| 1    | 2021年1月26日 | ISBN 978-4-04-109368-9 | 2023年预定     | ISBN 978-7-5570-2999-9 |
| 2    | 2021年1月26日 | ISBN 978-4-04-109369-6 | 2023年预定     | ISBN 978-7-5570-2999-9 |
| 3    | 2021年1月26日 | ISBN 978-4-04-109371-9 | 2023年预定     | ISBN 978-7-5570-2999-9 |
| 4    | 2021年3月26日 | ISBN 978-4-04-109370-2 | 2023年预定     | ISBN 978-7-5570-2999-9 |
| 5    | 2021年3月26日 | ISBN 978-4-04-109372-6 | 2023年预定     | ISBN 978-7-5570-2999-9 |
| 6    | 2021年4月26日 | ISBN 978-4-04-109373-3 | 2023年预定     | ISBN 978-7-5570-2999-9 |
| 7    | 2021年4月26日 | ISBN 978-4-04-109374-0 | 2023年预定     | ISBN 978-7-5570-2999-9 |

## 腳註

### 來源
1. ↑  日版第11卷書腰。
2. ↑   (PDF). 株式会社角川控股集團. 2012-10-30  [2014-06-15]. （原始内容存档 (PDF)于2014-08-28） （日语）.
3. ↑   (PDF). 角川書店. 2014-11-04  [2014-11-22]. （原始内容存档 (PDF)于2014-11-29） （日语）.
4. ↑  . 角川書店. 2014-11-26  [2018-05-21]. （原始内容存档于2018-07-24） （日语）.
5. ↑  . 星报. 2005-01-04. （原始内容存档于2014-06-15）.
6. ↑  . 天聞角川. 2011-08-09  [2012-05-01]. （原始内容存档于2013-10-06） （中文（中国大陆））.